# Johannes Brink
Johannes Harmen Brink (ur. 29 kwietnia 1912 w Amsterdamie, zm. 29 kwietnia 1976 tamże) – holenderski pływak, uczestnik Letnich Igrzysk 1928 w Amsterdamie.
Podczas igrzysk olimpijskich w 1928 roku wystartował w sztafecie 4 × 200 metrów stylem dowolnym, lecz zespół holenderski nie wyszedł z eliminacji.